# 于米特·納茲勒·博伊內爾
于米特·納茲勒·博伊內爾（土耳其語：Ümit Nazlı Boyner，1963年9月28日—），本姓耶呂科盧（Ümit Nazlı Yörükoğlu），是一位土耳其女性企業家。她曾經在2010年至2013年期間擔任土耳其工業和商業協會（TÜSİAD）第14任主席，並是土耳其女性企業家協會（Women Entrepreneurs Association of Turkey）其中一位創始成員。

## 外部連結
- 于米特·納茲勒·博伊內爾的X（前Twitter）